# خورشیدگرفتگی ۲۲ ژوئن ۲۰۶۶
خورشیدگرفتگی ۲۲ ژوئن ۲۰۶۶ (به انگلیسی: Solar eclipse of June 22, 2066) یک خورشیدگرفتگی از نوع خورشیدگرفتگی حلقه‌ای است. این خورشیدگرفتگی در تاریخ ۲۲ ژوئن ۲۰۶۶ میلادی (‎۲ تیر ۱۴۴۵ خورشیدی) روی خواهد داد که زمان اوج آن، ساعت ۱۹:۲۵:۴۸ به‌وقت ساعت هماهنگ جهانی است. مدت زمان و طول این خورشیدگرفتگی ۴ دقیقه و ۴۰ ثانیه خواهد بود.